# Cryptoscenea diversicornis
Cryptoscenea diversicornis is een insect uit de familie van de dwerggaasvliegen (Coniopterygidae), die tot de orde netvleugeligen (Neuroptera) behoort. 
De wetenschappelijke naam Cryptoscenea diversicornis is voor het eerst geldig gepubliceerd door Sziráki in 2001.